# Runhall
Runhall is een civil parish in het bestuurlijke gebied South Norfolk, in het Engelse graafschap Norfolk met 401 inwoners.